# Troké
Troké är en fallande versfot som består av två stavelser. Det betyder att trokén innehåller en lång stavelse följt av en kort, alternativt en betonad stavelse följt av en obetonad (— ∪).
Ordet troké kommer av grekiskans "trochaios".